# ポットベリー

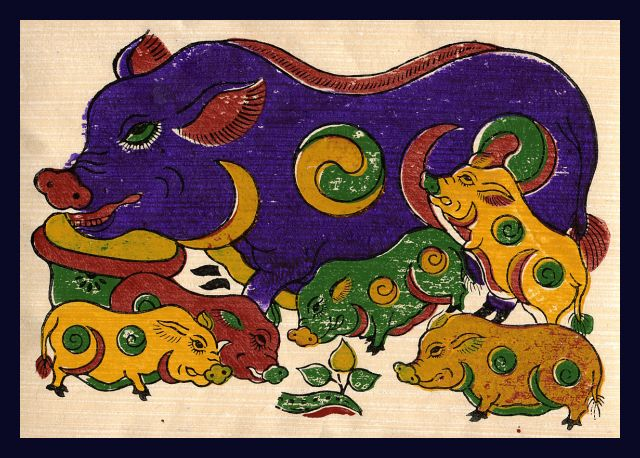
Đông Hồ painting of pigs of I type

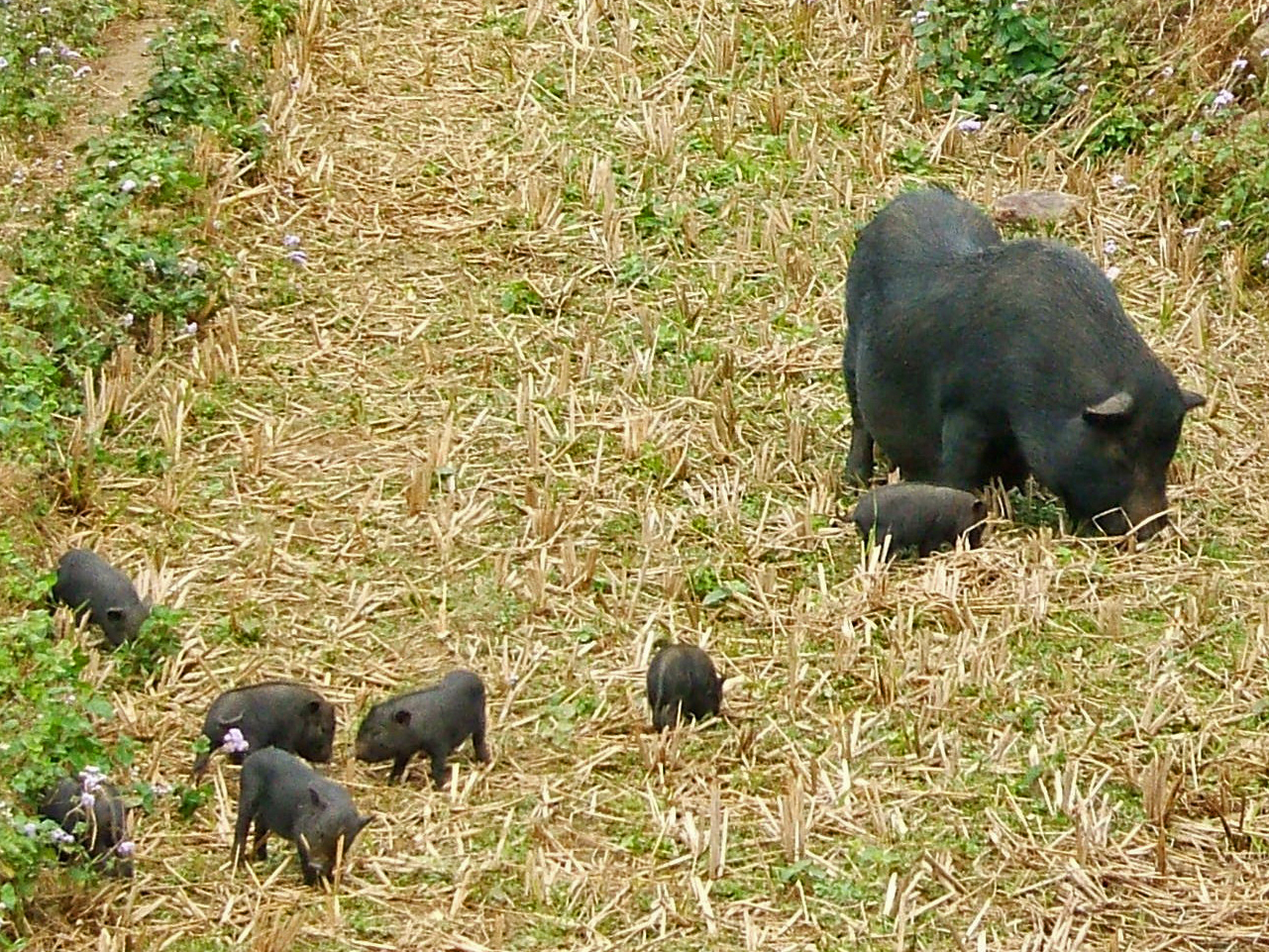
Foraging on rice terraces in Sa Pa, in Lào Cai Province

ポットベリー（あるいは、ベトナムポットベリー。英語: Vietnamese Pot-bellied）とは、絶滅が危惧されるベトナム原産の小型豚「Lon I（ベトナム語: Lợn Ỉ）」または「I pig」の外名である。
ポットベリーは黒一色で、足が短い。また、お腹が低く垂れ下がっていることから、この名がついた（「Pot belly」は「太鼓腹」の意味）。
肉用として飼育され、成長は遅いが豚肉の風味は良い:25。
ポットベリーは、バクニン省にある伝統的なドンホー版画に、幸福や飽食、富の象徴として描かれている:616。

## 歴史
ポットベリーは、ベトナム固有の品種である。ベトナムの紅河デルタに位置するナムディン省が原産地と考えられている:616。
紅河デルタに位置する省のほとんどで見られる地方豚品種であり、ナムディン省および隣接するハナム省やニンビン省、タイビン省、さらにすぐ南のタインホア省（北中部地方に属する）に広く分布していた:616。

### ベトナム国内の状況
1970年代までは、ベトナム北部で最も頭数の多い品種であり、その数は数百万頭にも上った:616。しかし、その後、より生産性の高い「Móng Cái」という品種に取って代わられるようになってしまった。この状況を危惧したベトナム国立畜産研究所は、純血種を飼育する畜産農家に補助金を交付する保護プログラムを開始したが、この施策はほとんど効果が見られず、数は多少増えたが、その代償として近親交配が増えてしまった:616。1991年にはポットベリーの総個体数は675,000頭と推定されていたが、2010年には推定頭数が120頭と激減した。2003年、国立畜産研究所はその保全状況を「危機的」とし:76、2007年には、FAOから「絶滅の危機」と認定された:130。

### ベトナム国外の状況
1960年代にカナダやスウェーデンに少数のポットベリーが輸出され、動物園で飼育されたり、実験に使われたりしていた。その後、10年も経たないうちに、ヨーロッパ各国の動物園にも飼育の輪は広まり、少数ながら小規模な畜産農家でも飼育されるようになった。
1980年代半ばにカナダからアメリカに渡り、その10年後には「ポットベリーピッグ」という名称でペットとして売り出されるようになった。ただし、すべてが純血種というわけではなく、かなりの大きさに成長する個体もあったが:616、流行そのものは短命に終わってしまった。
一方で、2013年にはスペインで外来種に指定された。
日本で飼育されているミニブタの殆どが、ポットベリーである。

## 特徴
ポットベリーは、平均体重が約50kgで、平均全長が約36cmの小型豚である。
全身は黒一色で、皮膚には大きく皺が寄っている。背中は大きく反り、そして、お腹は大きくたるんでいるため、妊娠中の母豚だと地面にお腹を引きずることもある。頭は小さく、鼻は上を向き、小さな耳や目と重くたるんだ顎を持つ:616。
ポットベリーは丈夫で、病気や寄生虫に対する抵抗力が強い。通常、原産地の稲わらや水草を飼料として、粗放農業的に飼育されている。両足の4本の指に体重がかかる蹠行性の足を持つため、特に湿地帯や泥地での活動に適応している:616。

### 種類
この品種には、主に2つのタイプが存在する:616：
- I-mo / Fatty I

典型的な小型短足豚で、小さな上向きの耳と短い鼻を持つ。
- I-pha / Large I

背が高く、長い鼻や足を持ち、大きな耳が水平に付いている。

## 備考
1. ↑  "Lon", ベトナム語: Lợn, means "pig".[3]